# Arturo Ferrarin
Arturo Ferrarin (Thiene, 13 febbraio 1895 – Guidonia Montecelio, 18 luglio 1941) è stato un aviatore e militare italiano. Decorato di medaglia d'oro e medaglia d'argento per meriti militari, perì nel 1941 in un incidente aereo occorso all'aeroporto di Guidonia, nei pressi di Roma.

## Biografia
Figlio di Antonio Ferrarin e Maria Ciscato, nacque in una famiglia di industriali tessili, sesto di sette fratelli. Iniziò gli studi presso il Liceo classico Foscarini di Venezia e poi li completò presso l'Istituto tecnico Fusinieri di Vicenza.
Prese parte alla prima guerra mondiale, prima come mitragliere nel corpo degli aviatori e poi, dall'agosto 1916, come pilota. Fu Sottotenente di complemento e pilota di caccia dal gennaio 1918 nella Sezione staccata per la difesa di Bergamo della 122ª Squadriglia, poi nella 108ª Squadriglia Nieuport di Trenno e poi nella 82ª Squadriglia.
Ferrarin fu aggregato alla 91ª Squadriglia dal 22 gennaio 1919 al 18 marzo 1919, quando fu inviato al Comando Centro Formazioni Squadriglie di Torino e poi, dal 1º aprile 1919, al Comando Deposito Aviatori di Torino.
Nel 1920 acquistò fama mondiale con il raid Roma-Tokyo, compiuto con il tenente Guido Masiero a bordo di velivoli S.V.A.9 del Regio Esercito in legno e tela, privi di cabina chiusa: 18000 km a tappe, in 109 ore di volo. Volarono con loro i motoristi Cappannini e Maretto. Partiti il 14 febbraio dall'aeroporto di Centocelle, durante la spedizione Ferrarin fece tappa in India e in Cina. Fece scalo a Canton (21 aprile) con la città allagata per la pioggia, a Fuzhou (28 aprile), dove fu ospite della famiglia Theodoli, e il 2 maggio arrivò a Shanghai, atterrando all'ippodromo. Restò nella città per una settimana densa di festeggiamenti e ripartì quindi per Pechino, dove ricevette l'onorificenza dell'Ordine della Tigre.
Il 1928 fu il suo anno trionfale: con il maggiore Carlo Del Prete, a bordo di un velivolo terrestre monomotore Savoia-Marchetti S.64, conquistò il primato mondiale di durata di volo in circuito chiuso (7666 km in 58 h 37 min) e il primato di distanza senza scalo da Montecelio (Roma) a Touros (Brasile), percorrendo in 49 h 19 min 7188 km. Per questa impresa fu decorato di medaglia d'oro al valore aeronautico e ricevette numerose onorificenze straniere.

Arturo Ferrarin

Descrisse i suoi raid nel libro Voli per il mondo del 1929.
Nel giugno del 1931 sposò nella chiesa di San Babila di Milano Adelaide Castiglioni, figlia dell'imprenditore Ermenegildo Castiglioni, proprietario di Palazzo Castiglioni in corso Venezia a Milano, dove abitò fino alla morte. L'appartamento di Ferrarin era celebre per i raffinati mobili disegnati da Franco Albini, ancora oggi di proprietà degli eredi.
Il matrimonio fu ripreso dal Giornale Luce in un filmato in cui si vede anche il viaggio di nozze in aereo dall'aeroporto di Taliedo.
Il 14 luglio 1935, durante un ammaraggio all'Idroscalo di Genova, alla guida di un Savoia-Marchetti S.80 di proprietà di Giovanni Agnelli, urtò un ostacolo, ribaltandosi. Ferrarin rimase indenne, ma il passeggero, Edoardo Agnelli, morì subito dopo l'incidente, colpito alla nuca dall'elica del velivolo rimasta in movimento.
Ferrarin morì nel 1941, all'aeroporto di Guidonia, collaudando un velivolo sperimentale SAI Ambrosini 107. È sepolto insieme alla moglie nel cimitero di Induno Olona, dove Ermenegildo Castiglioni possedeva una villa.
Per il centenario del raid Roma-Tokyo, il 16 e 17 ottobre 2021 è stato organizzato  presso l’Aeroporto "Arturo Ferrarin" di Thiene un Airshow che ha visto la partecipazione di velivoli acrobatici, velivoli storici e velivoli militari di vari tipi, culminando con l’esibizione delle Frecce Tricolori.

## Intitolazioni e riconoscimenti

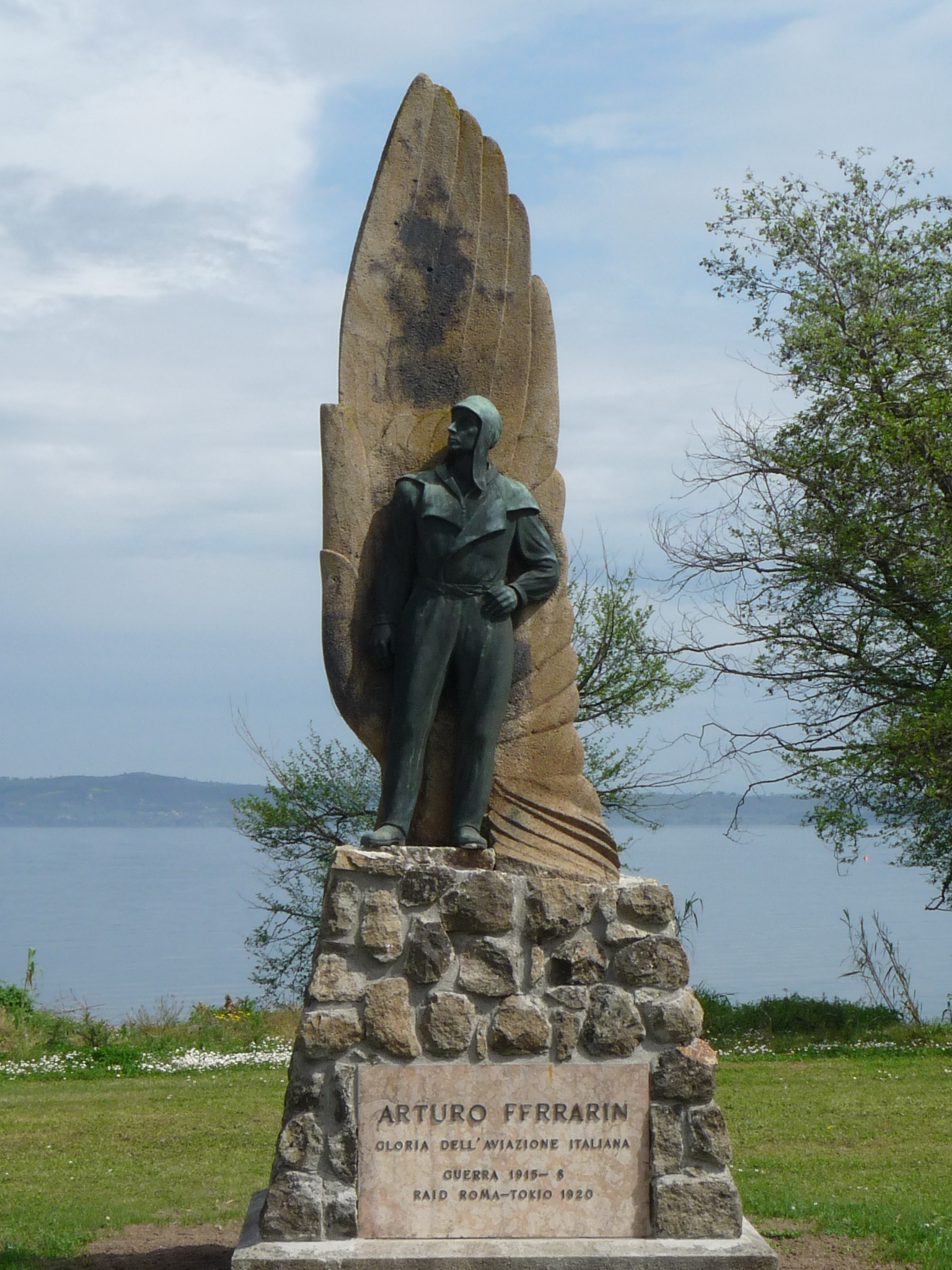
Monumento ad Arturo Ferrarin nel parco del Museo storico dell'Aeronautica Militare a Vigna di Valle

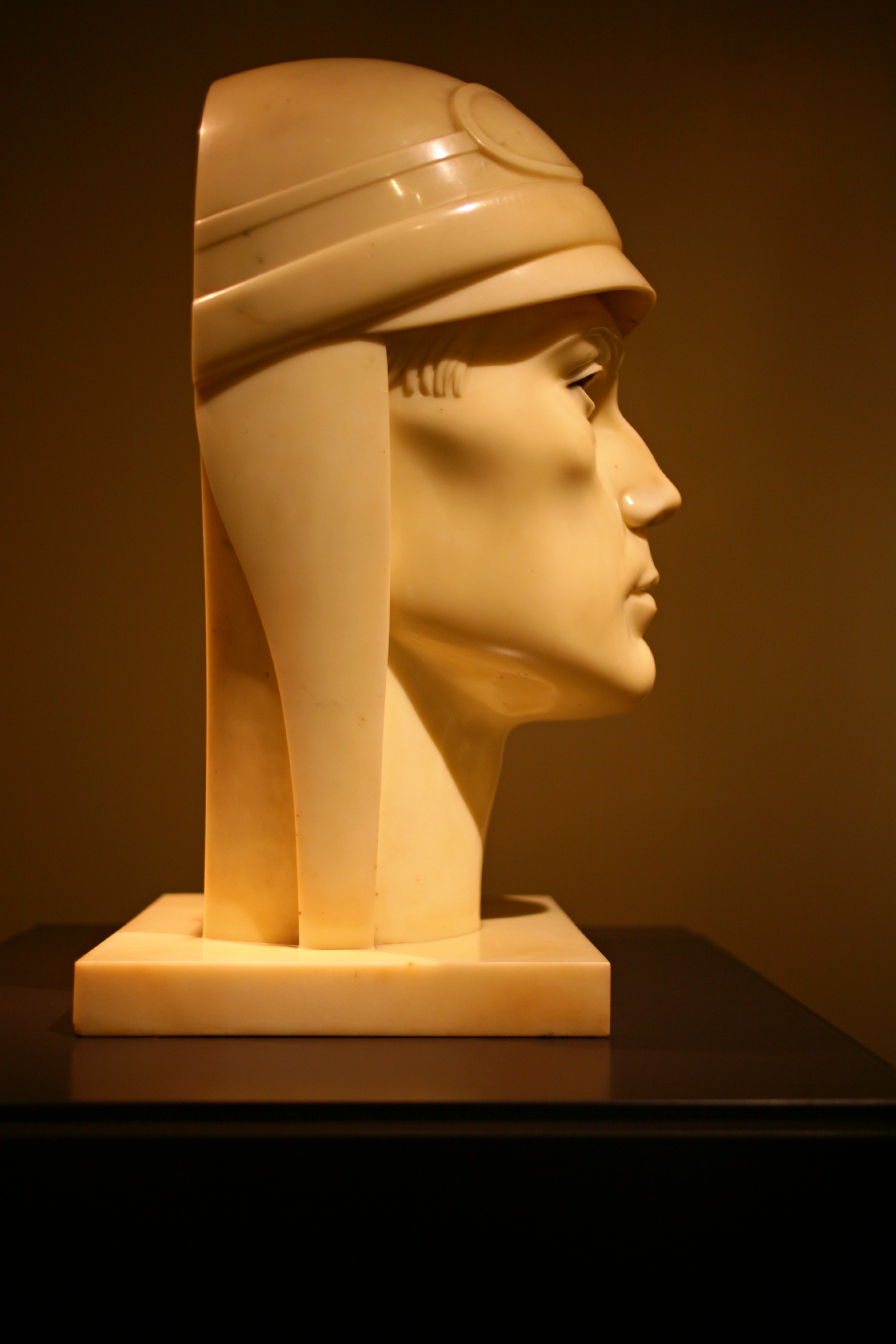
Il ritratto in marmo di Adolfo Wildt (1929)

Alitalia ha dato il nome "Arturo Ferrarin" a due velivoli: Il primo fu il Boeing 747 I-DEME (il secondo 747 acquistato da Alitalia), che entrò in servizio nel luglio 1970, il secondo fu il Boeing 767 I-DEIL, che ha percorso, tra le altre, la rotta Milano-Chicago. Il portale web dell'Aeronautica Militare ha una pagina dedicata ai "Grandi aviatori", dove vengono citate le maggiori personalità storiche dell'aviazione italiana: tra queste c'è anche Ferrarin.
Alcune scuole italiane sono state intitolate a Ferrarin: scuole medie inferiori a Thiene, Milano e Venegono Superiore, scuole elementari a Guidonia, Induno Olona e Bellaria-Igea Marina e un istituto tecnico aeronautico a Catania.
Portano il nome di Arturo Ferrarin l'aeroporto di Venegono Inferiore - in cui hanno base l'Aermacchi (costruttrice dell'aeromobile MB-339PAN utilizzato dalle Frecce Tricolori) e la scuola di volo dell'Aeroclub Varese -, l'aeroporto e l'Aeroclub di Thiene.
Nel 1929 il celebre scultore Adolfo Wildt scolpì un busto del pilota che lo ritrae nelle vesti di aviatore.
Nel film d'animazione giapponese Porco Rosso, del 1992, opera di Hayao Miyazaki, compare Ferrarin, un personaggio a lui dedicato. Nel film vengono citati altri due celebri aviatori italiani, Francesco Baracca e Adriano Visconti.
Nel 2023 il 60º Stormo dell'Aeronautica Militare è stato intitolato a Arturo Ferrarin.